# هيدلي مارستون
هيدلي رالف مارستون (بالإنجليزية: Hedley Ralph Marston)‏ عالم أسترالي اختص في دراسة الكيمياء الحيوية، ولد في 26 أغسطس، 1900، بوردرتاون، جنوب أستراليا وتوفي في 25 أغسطس، 1965. تخرج من جامعة أديليد.